# Thazard australien
Scomberomorus munroi
Espèce
Statut de conservation UICN

 NT  : Quasi menacé
Le Thazard australien, (Scomberomorus munroi) est une espèce de poissons migrateurs de la famille des Scombridae. Comme son nom l'indique, il fréquente notamment les zones côtières de l'Australie.

## Répartition
Scomberomorus munroi se rencontre sur la côte nord de l'Australie, depuis l'archipel Houtman Abrolhos à l'ouest jusqu'à Coffs Harbour à l'est. Il est également présent dans le Sud de la Papouasie-Nouvelle-Guinée, entre Kerema et Port Moresby.

## Description
La taille maximale connue pour Scomberomorus munroi est de 104 mm pour un poids de 10,2 kg.

## Étymologie
Son nom spécifique, munroi, lui a été donné en l'honneur de Ian Munro. Celui-ci avait décrit, en 1943, les spécimens en sa possession comme appartenant à l'espèce Scomberomorus niphonius tout en mentionnant certaines différences avec celle-ci.

## Publication originale
- (en) Bruce B. Collette et Joseph L. Russo, « Scomberomorus munroi, a new species of Spanish mackerel from Australia and New Guinea », Marine and Freshwater Research, vol. 31, no 2,‎ 1980, p. 241-250 (ISSN 1323-1650 et 1448-6059, DOI 10.1071/MF9800241, lire en ligne).